# パーセンテージ協定

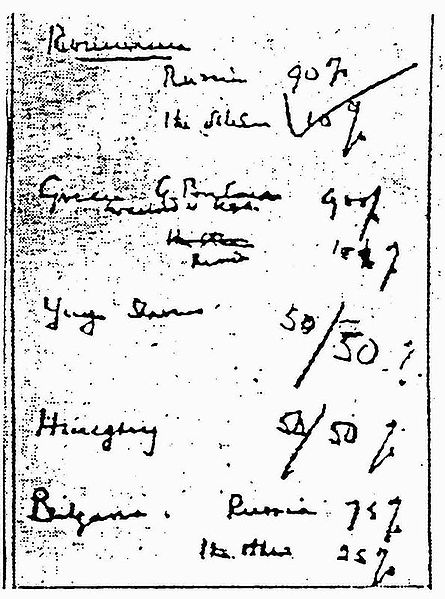
モスクワ会談の際、チャーチルがスターリンに手渡したメモ用紙

パーセンテージ協定（パーセンテージきょうてい、英語: Percentage Agreement ロシア語: Соглашение о процентах）は、1944年10月のモスクワ会談（Moscow Conference (1944)）においてイギリスとソビエト連邦の間で合意された、第二次世界大戦後のヨーロッパにおける勢力範囲を定めた協定である。

## 背景
1941年の独ソ戦開始以降、イギリスとソ連は連合国として同盟関係にあった。しかしソ連が独ソ戦で有利に立ちはじめると、独ソ不可侵条約及びドイツ・ソビエト境界友好条約によって獲得したバルト三国の支配権承認を要求する一方、イギリスが主導していたポーランド、チェコスロバキア両亡命政府によるポーランド＝チェコスロバキア国家連合構想に反対し、破綻に追いやった。このためイギリスは、ソ連が戦後東欧における排他的な影響力確立と「フリーハンド」を目論んでいるという観測を抱くようになり、イギリス首相ウィンストン・チャーチルも、「イギリスにとって重要な問題はもはやドイツではなく、ロシアである」という見解を持つようになった。さらにアメリカとソ連の関係が密接になり、フランクリン・ルーズベルト大統領が東欧におけるソ連の勢力拡大を認める意向であることがわかると、ソ連とアメリカがイギリス抜きで協議する危険が生まれた。イギリスは戦後における発言力維持のため、またアメリカを牽制する必要からも、東欧問題についてソ連と独自に交渉を持つ必要に迫られた。
一方で、ソ連は黒海の防衛上からルーマニアを重視しており、独ソ不可侵条約の交渉でもルーマニアに対するソ連の影響力拡大を主張していたが、ドイツ側の拒否に遭っていた。この姿勢は独ソ戦以降も変わらず、1941年12月にモスクワを訪れたイギリス外相アンソニー・イーデンに対して、ルーマニアへの海軍基地設置を要求している。
1944年に入るとソ連軍は戦線を一気に押し戻し、8月に行われたヤッシー＝キシニョフ攻勢によってルーマニアやブルガリア、そしてユーゴスラビア、ギリシャをも伺うようになった。さらにソ連は、ギリシャ国内の共産主義ゲリラギリシャ人民解放軍（Ελληνικός Λαϊκός Απελευθερωτικός Στρατός, ΕΛΑΣ）を支援しており、ギリシャの共産化も危惧され始めた。ギリシャはイギリスの地中海におけるシーレーン防衛の要であり、外務省内部ではイギリス・ギリシャ・トルコの対ソ地中海同盟結成を主張するグループすら現れた。チャーチルはこうした敵対的政策はとらず、5月下旬にイーデン外相にソ連大使を訪問させ、ギリシャに対するイギリス、ルーマニアに対するソ連の影響力を認める勢力圏の策定を提案した。この協定はアメリカの承認を経た後に6月下旬に合意が行われたが、勢力圏の構想を嫌うアメリカは協定の有効期間を3ヶ月とするよう制約を加えた。10月には合意の拘束力が消滅することになるため、イギリスとソ連は再度包括的な交渉を行うことになった。

## 交渉
1944年10月、チャーチルとイーデンはモスクワを訪れ、ソ連指導者ヨシフ・スターリンと協議を開始した。10月9日にチャーチルは戦後ヨーロッパにおける勢力比率を次のように提案した。
| 対象国             | イギリス | ソ連 | その他 | 備考                               |
| ------------------ | -------- | ---- | ------ | ---------------------------------- |
| ルーマニア王国     | －       | 90%  | 10%    | 最終的にはソ連100%                 |
| ギリシャ王国       | 90%      | 10%  | －     | イギリスの勢力にはアメリカも含む   |
| ユーゴスラビア王国 | 50%      | 50%  | －     |                                    |
| ハンガリー王国     | 50%      | 50%  | －     | 最終的にはソ連80%、その他20%とする |
| ブルガリア王国     | －       | 75%  | 25%    | 最終的にはソ連80%、その他20%とする |

チャーチルは「イギリスは地中海の主導的パワーでなければならない」と主張し、スターリンも「地中海ルートを掌握できないことはイギリスにとって深刻な問題である」とこれを認めたが、「もしイギリスが地中海に利益を保持しているならば、ロシアは同様の利益を黒海に有している」と、ルーマニアに対する権利を主張した。
会談の焦点の一つはブルガリア問題であった。スターリンはブルガリアも黒海の安全保障に重要であるとし、より大きな影響力を求めた。イーデンが拒否すると、「イギリスは何かを恐れているのか」と挑発し、会議は険悪なムードに包まれた。その後、イーデンとソ連外相ヴャチェスラフ・モロトフは3日にわたって交渉を行い、結局ソ連が80％の影響力を持つことで合意が行われた。
また、同様に黒海と地中海に面したトルコ問題も協議された。トルコは第二次世界大戦で中立を保っていたものの、ボスポラス海峡・ダーダネルス海峡（海峡地帯）のドイツ船舶通行を容認していた。このためソ連はトルコに海峡管理権を認めたモントルー条約の改訂を主張したが、チャーチルはソ連側の要求をあっさりと受け入れた。

## 崩壊
しかしアメリカは秘密協定による解決を好ましく思っておらず、ヤルタ会談最中の1945年2月9日に解放ヨーロッパに関する宣言（The Declaration of Liberated Europe）を発表して、民主的な自由選挙によって国家の体制を決めるという英ソ両国の保証を取り付けた。この事はイギリス勢力圏にとっては不利ではなかったが、ソ連勢力圏にとっては不利となるものであった。ソ連はルーマニアやポーランドでの自由選挙を妨害し、排他的な勢力圏確立を目指した。一方でチャーチルはパーセンテージ協定と解放宣言の板挟みとなり、また軍事作戦で占領した国が、その後の占領行政で排他的な管理権を持つという排他的占領管理が1943年の米英軍によるイタリア占領によって「前例」となっていたこともあり、ソ連に対して抗議できなかった。イギリスはアメリカに接近して事態を打開しようとしたが、アメリカはソ連との関係悪化を懸念し、バルカン問題に積極的に関わろうとはしなかった。やむを得ずイギリスは平和条約の締結によるソ連軍撤退まで、ギリシャ・トルコ以外のバルカン諸国に関与することを断念せざるを得なくなった。
しかしソ連はさらに地中海に対する野心を明らかにしていった。1945年3月19日にはトルコに対してソ連・トルコ中立不可侵条約の破棄を通告し、カルスとアルダハンの割譲と海峡地帯における基地の提供、さらにモントルー条約の改定を要求した。さらにポツダム会談ではレバントやタンジールの統治問題も議論しようとし、イギリスと激しく衝突することになった。ここにいたってアフリカ・中近東における権益を維持しようとするイギリスと、勢力を拡大しようとするソ連の間で「英ソ冷戦」と呼ばれる状況が生まれ、パーセンテージ協定によってソ連の勢力拡大を抑止しようとするイギリスの目論見は完全に潰え去った。さらにその後も続くソ連の拡大政策はアメリカの警戒をまねき、冷戦へと繋がることになる。